# Зафер Ергин
Зафер Ергин (на турски: Zafer Ergin) (30 август 1942) е турски театрален, телевизионен и кино актьор.
Завършва Историческо-Географския факултет, както и катедрата по История на изкуството след това. Присъединява се към Пробния театър в Анкара като след време се появява в различни филми и телевизиони сериали. Една от най-значимите му изиграни роли е във филма Долината на вълците (Kurtlar Vadisi) излъчван в периода на 2003-2005 г. От 2006 г. играе в полицейския сериала Опасни улици (Arka Sokaklar), в ролята на главен комисар (до 3-ти сезон) и началник на полицията Ръза Сойлу (след 3-ти сезон).

## Роли в Театъра
- Кукловод – 2005
- Двама души на пейката – 2000
- Arturo Ui'nin Önlenebilir Tırmanışı – 1999
- 9.05 – 1995
- Лице в Лице
- Yer Demir Gök Bakır – 1992
- Ya Devlet Başa Kuzgun Leşe
- Bağdat Hatun
- Три сладки вещици
- Крал Лир – 1981

## Филмография
- Sümela'nın Şifresi: Temel – 2011
- New York'ta Beş Minare – 2010
- Видях слънцето – 2009
- Убийство в Анкара – 2006
- Опасни улици – 2006 – Ръза Сойлу
- Döngel Karhanesi – 2005 в ролята на президента
- Кървава сватба – 2005
- Залим  – 2003 – Г-н Шанлъ
- Долината на вълците – 2003 – Мехмет Караанлъ
- Sir Dosyasi – 1999
- Крадец- 2001
- Deli Yürek: Bumerang Cehennemi – 2001 – Шереф
- Берлин в Берлин – 1993
- Bir Tren Yolculuğu – 1988
- Листопад – 1987
- Çalıkuşu – 1986
- Bağdat Hatun – 1981